# Нововосточний
Нововосто́чний (рос. Нововосточный) — селище у складі Тяжинського округу Кемеровської області, Росія.

## Населення
Населення — 455 осіб (2010; 527 у 2002).
Національний склад (станом на 2002 рік):
- росіяни — 93 %